# Faure Peak
Der Faure Peak ist ein 3940 m hoher Berg im westantarktischen Marie-Byrd-Land. Er ragt 5,5 km östlich des Mount Minshew entlang der Nordseite der Wisconsin Range in den Horlick Mountains auf.
Der United States Geological Survey kartierte den Berg anhand eigener Vermessungen und mittels Luftaufnahmen der United States Navy zwischen 1960 und 1964. Das Advisory Committee on Antarctic Names benannte ihn 1966 nach Gunter Faure (1934–2025), Leiter der geologischen Mannschaft der Ohio State University bei einer Forschungsreise zu den Horlick Mountains zwischen 1964 und 1965.